# Sisicottus
Sisicottus Bishop & Crosby, 1938 è un genere di ragni appartenente alla famiglia Linyphiidae.

## Distribuzione
Le nove specie oggi attribuite a questo genere sono state rinvenute nell'ecozona neartica.

## Tassonomia
A giugno 2012, si compone di nove specie:
- Sisicottus aenigmaticus Miller, 1999 — USA
- Sisicottus crossoclavis Miller, 1999 — USA, Canada
- Sisicottus cynthiae Miller, 1999 — USA
- Sisicottus montanus (Emerton, 1882)[3] — USA, Canada
- Sisicottus montigenus Bishop & Crosby, 1938 — USA
- Sisicottus nesides (Chamberlin, 1921) — USA, Canada, Alaska
- Sisicottus orites (Chamberlin, 1919) — USA, Canada
- Sisicottus panopeus Miller, 1999 — USA, Canada, Isole Curili
- Sisicottus quoylei Miller, 1999 — USA, Canada

### Specie trasferite
- Sisicottus atypicus Chamberlin & Ivie, 1944; trasferita al genere Souessoula Crosby & Bishop, 1936[1].
- Sisicottus cornuella Chamberlin & Ivie, 1939; trasferita al genere Walckenaeria Blackwall, 1833[1].
- Sisicottus hibernus Barrows, 1945; trasferita al genere Diplocentria Hull, 1911[1].
- Sisicottus uintanus Chamberlin & Ivie, 1939; trasferita al genere Typhochrestus O.P.-Cambridge, 1899[1].